# Кларксон, Эс Джей
Эс Джей Кларксон (англ. S. J. Clarkson) — британский режиссёр кино и телевидения.
Работала над сериалами «Врачи», «Катастрофа», «Жители Ист-Энда», «Жёны футболистов», «Жизнь на Марсе», «Герои», «Доктор Хаус», «Декстер» и «Дурнушка».
В 2008 году создала британский сериал «Любовницы».
В 2010 году сняла фильм «Тост» с Фредди Хаймором и Хеленой Бонэм Картер в главных ролях.
В 2020 году заявлена как режиссёр-постановщик супергеройского фильма, входящего в медиафраншизу «Вселенная Человека-паука от Sony». В феврале 2022 года появилась информация о том, что это будет сольный проект, посвящённый женскому герою «Мадам Паутине», за работу над которым Кларксон получила «Золотую малину».

## Фильмография
| Год     | Название         | Ориг. название     | Эпизод(ы)                                                                  | Роль     | Примечания                |
| ------- | ---------------- | ------------------ | -------------------------------------------------------------------------- | -------- | ------------------------- |
| 2010    | Тост             | Toast              |                                                                            | Режиссёр | режиссёрский дебют в кино |
| 1999    | Плохие девочки   | Bad Girls          |                                                                            | Режиссёр | Телевидение               |
| 2001-04 | Врачи            | Doctors            | 37 эпизодов                                                                | Режиссёр | Телевидение               |
| 2003-05 | Катастрофа       | Casualty           | 18.14, 18.29, 18.41, 19.28                                                 | Режиссёр | Телевидение               |
| 2004    | Жители Ист-Энда  | EastEnders         | 8 эпизодов                                                                 | Режиссёр | Телевидение               |
| 2005    | Жёны футболистов | Footballers' Wives | 4.7, 4.6                                                                   | Режиссёр | Телевидение               |
| 2006    | Виртуозы         | Hustle             | 3.5, 3.6                                                                   | Режиссёр | Телевидение               |
| 2006-07 | Жизнь на Марсе   | Life on Mars       | 1.5, 1.7, 2.1, 2.2, 2.7, 2.8                                               | Режиссёр | Телевидение               |
| 2008    | Любовницы        | Mistresses         | 16 эпизодов                                                                | Режиссёр | Телевидение               |
| 2009    | Уайтчепел        | Whitechapel        | 1.1, 1.2, 1.3                                                              | Режиссёр | Телевидение               |
| 2009-10 | Герои            | Heroes             | - 4.4: "Истерическая слепота" - 4.16: "Искусство обмана"                   | Режиссёр | Телевидение               |
| 2009-11 | Декстер          | Dexter             | - 4.11 "Здравствуй, Декстер Морган" - 6.2 "Жили-были" - 6.5 "Ангел смерти" | Режиссёр | Телевидение               |
| 2010    | Дурнушка         | Ugly Betty         | 4.10: «Страсть Бетти»                                                      | Режиссёр | Телевидение               |
| 2011    | Доктор Хаус      | House              | 7.14: «Несмотря ни на что»                                                 | Режиссёр | Телевидение               |
| 2012    | Преследуемые     | Hunted             | 1.1, 1.2                                                                   | Режиссёр | Телевидение               |
| 2012    | Банши            | Banshee            |                                                                            | Режиссёр | Телевидение               |
| 2015    | Джессика Джонс   | Jessica Jones      | 1.1, 1.2                                                                   | Режиссёр | интернет-телевидение      |